# NGC 1256
NGC 1256 è una galassia lenticolare (o ellittica) situata nella costellazione dell'Eridano, a una distanza di circa 200 milioni di anni luce dalla nostra Via Lattea.

## Scoperta
La galassia è stata scoperta il 13 novembre 1835 dall'astronomo britannico John Herschel.